# Kazuaki Tasaka
Kazuaki Tasaka (田坂 和昭, Tasaka Kazuaki, Hiroshima, 3 augustus 1971) is een Japans voormalig voetballer die als middenvelder speelde.

## Carrière
Kazuaki Tasaka speelde tussen 1994 en 2002 voor Bellmare Hiratsuka, Shimizu S-Pulse en Cerezo Osaka.

## Japans voetbalelftal
Kazuaki Tasaka debuteerde in 1995 in het Japans nationaal elftal en speelde 7 interlands.

## Statistieken
| Japans voetbalelftal | Japans voetbalelftal | Japans voetbalelftal |
| Jaar                 | Wed.                 | Dlp.                 |
| -------------------- | -------------------- | -------------------- |
| 1995                 | 4                    | 0                    |
| 1996                 | 0                    | 0                    |
| 1997                 | 0                    | 0                    |
| 1998                 | 0                    | 0                    |
| 1999                 | 3                    | 0                    |
| Totaal               | 7                    | 0                    |